# Centrale Almere
De Vattenfall Nederland  Centrale Almere (WKC Almere), bestond uit eenheden Almere 1 en Almere 2, was een aardgasgestookte warmte-krachtcentrale van Vattenfall Nederland die het geheel in 2009 had overgenomen van Electrabel.
Almere 1in bedrijf sinds 1987 en had een maximaal elektrisch vermogen van 60 megawatt (MW) en een maximaal thermisch vermogen van 160 MW.
Almere 2vanaf 1992 in werking en voor opgesteld vermogen zie Almere 1.
De centrale wordt niet meer gebruikt omdat de Centrale Diemen deze taak heeft overgenomen. Hiervoor is een 8,5 kilometer lange pijpleiding aangelegd die het warme water vanuit de centrale in Diemen naar Almere brengt. In Almere was alleen nog een warmteoverdrachtstation noodzakelijk. In het geval van extreem koud weer is een extra voorziening aangelegd. Op de locatie Markerkant zijn de twee bestaande warmtebuffers gerenoveerd, is een nieuwe hulpketel geplaatst en is het besturingssysteem vernieuwd. Al deze werkzaamheden zijn omstreeks jaareinde 2018 afgerond. Na de sloop en renovatie wordt het geheel in Almere hernoemd tot hulpwarmtecentrale ‘Hogering’, die wordt bediend vanuit Diemen.
Een van de twee gasturbines van de gesloopte warmtekrachtcentrales is hergebruikt. Deze is verhuisd naar de Magnumcentrale in de Eemshaven.